# مجلس وزراء جمهورية أذربيجان
مجلس وزراء جمهورية أذربيجان (بالأذرية: Azərbaycan Respublikası Nazirlər Kabineti) إن الهيئة التنفيذية التي أنشأها رئيس جمهورية أذربيجان من أجل تنفيذ سلطاتها التنفيذية هي المسؤولة مباشرة عن أنشطتها وهي مسؤولة أمامها من جانب رئيس جمهورية أذربيجان.ويضم مجلس الوزراء رئيس وزراء جمهورية أذربيجان ونوابه ووزراء ورؤساء الهيئات التنفيذية المركزية الأخرى.وعادة ما يرأس اجتماعات رئيس الوزراء. ويعين الرئيس رئيس الوزراء.

## عن الوزارة
وتشمل الوزارة الوزارات واللجان والمجالس والخدمات. ولدى تحديد القواعد العامة، يعتمد مجلس الوزراء مراسيم وأوامر أخرى.يعد مجلس الوزراء مشروع الموازنة العامة للرئيس ويضمن تنفيذ الموازنة العامة للدولة ويضمن تنفيذ السياسات المالية والائتمانية والنقدية ويضمن تنفيذ البرامج الاقتصادية للدولة ويضمن تنفيذ برامج الدولة للضمان الاجتماعي والوزارات وغيرها من السلطة التنفيذية المركزية السلطات، وإلغاء أعمالهم. رئيس الدولة ورئيس الحكومة منفصلان عن هيئة صنع القانون في البلاد.والرئيس هو رئيس الدولة والفرع التنفيذي.الشعب ينتخب الرئيس. يعين الرئيس نائب الرئيس ويعين رئيس الوزراء رئيس الجمهورية وتؤكده الجمعية الوطنية لأذربيجان.ويعين الرئيس جميع المديرين الحكوميين على مستوى الحكومة (الوزراء ورؤساء الهيئات التنفيذية المركزية والمحلية الأخرى) ولهم صلاحية رئاسة اجتماع مجلس الوزراء. كما أن الرئيس له صلاحية إلغاء أوامر وقرارات مجلس الوزراء.في عام 2009 الاستفتاء، تم تعديل دستور أذربيجان، وإلغاء أي حد المدى لمنصب الرئيس.

## موعد
ويعين رئيس الوزراء رئيس الجمهورية بموافقة الجمعية الوطنية.  المرشح المقترح لمنصب رئيس وزراء جمهورية أذربيجان، في موعد أقصاه شهر واحد من اليوم الذي يبدأ فيه الرئيس صلاحياته، أو في موعد لا يتجاوز أسبوعين من يوم الاستقالة مجلس الوزراء.ويصدر مجلس ميلي قرارا بشأن المرشح لمنصب رئيس الوزراء في موعد أقصاه أسبوع واحد من اليوم الذي يقترح فيه هذا الترشيح.وإذا انتهك الإجراء المذكور، أو رفض الترشيحات التي اقترحها الرئيس لمنصب رئيس الوزراء ثلاث مرات، يجوز للرئيس أن يعين رئيس الوزراء دون موافقة مجلس الوزراء.

## تاريخ
أنشئ مجلس وزراء جمهورية أذربيجان بموجب قانون جمهورية أذربيجان المؤرخ 7 فبراير 1991، رقم 50-زي.تمت الموافقة على الهيكل الأول لمجلس وزراء جمهورية أذربيجان بموجب المرسوم رقم 106-زي الصادر عن المجلس الأعلى لجمهورية أذربيجان المؤرخ 22 مايو 1991.

## أعضاء مجلس الوزراء جمهورية أذربيجان
| المنصب                                                    | الوزير                        | تاريخ الانضمام |
| --------------------------------------------------------- | ----------------------------- | -------------- |
| رئيس مجلس الوزراء                                         | علي أسادوف                    | 2019           |
| النائب الأول لرئيس الوزراء                                | ياقوب أيوبوف                  | 2003           |
| نائب رئيس الوزراء                                         | علي أحمدوف                    | 2013           |
| نائب رئيس الوزراء                                         | شاهين مسطفاييف                | 2019           |
| وزير الخارجية                                             | ألمار ممادياروف               | 2004           |
| وزير الدفاع                                               | كولونيل عام ظاكير حسانوف      | 2013           |
| وزير الداخلية                                             | كولونيل عام فلايات إيفاسوف    | 2019           |
| وزير العدل                                                | فكرات ممادوف                  | 2000           |
| وزير الصناعة الدفاعية                                     | كولونيل عام مدات قلوييف       | 2019           |
| الوزير المالية                                            | سامير شريفوف                  | 2006           |
| وزير الاقتصاد                                             | ميكاييل جباروف                | 2019           |
| وزير حالات الطوارئ                                        | كولونيل عامكمال الدين حيداروف | 2006           |
| وزير العمل والحماية الاجتماعية للسكان                     | ساحيل بباييف                  | 2018           |
| وزير الزراعة                                              | إينام كريموف                  | 2018           |
| وزير الثقافة                                              | أبولفاس قراييف                | 2006           |
| وزير التعليم                                              | جيحون بيراموف                 | 2018           |
| وزير الطاقة                                               | برفيز شاهباسوف                | 2017           |
| وزير الشباب والرياضة                                      | آزاد راجيموف                  | 2006           |
| وزير النقل، والاتصالات والتكنولوجيا العالية               | راميل قولوزاده                | 2017           |
| رئيسة اللجنة الحكومية المعنية بشؤون الأسرة والمرأة والطفل | حيجران حسينوفا                | 2006           |
| رئيس خدمة المخابرات الخارجية                              | فريق أورخان سولتانوف          | 2015           |
| رئيس الجهاز                                               | علي نغييف                     | 2015           |
| رئيس الجنة الدولة للعمل مع المنظمات الدينية               | موباريز جوربانلي              | 2014           |
| وزير الدائرة الضرائب الحكومية                             | إلدار شاهباسوف                | 2019           |
| رئيس الدائرة الحكومية لشؤون الملكية                       |                               | 2015           |
| رئيس قسم الأرشيف                                          | أسجار رسولوف                  | 2018           |
| رئيس دائرة الهجرة الحكومية                                | فوسال حسينوف                  | 2018           |
|                                                           |                               |                |